# Francesco Pignatelli (marquis de Laino)
Pour l’article homonyme, voir Francesco Pignatelli.
Francesco Pignatelli, né le 27 mars 1734 à Naples et mort le 11 octobre 1812 à Naples, est un général, italien.
Il a occupé le poste de Vicaire général de Ferdinand IV, après leur évasion en Sicile, à la suite de l'invasion française des États pontificaux et de la bataille de Civita Castellana.

## Biographie
Le 15 février 1783, après le tremblement de terre du 5 appelé Fragello, il fut nommé vicaire général de Calabre "avec autorité et faculté sur toutes les présidences, cours, barons, cours royales et baronales et tout autre rôle politique de type, ainsi que sur toutes les troupes régulières comme de milice " et y sont restés jusqu'au 10 septembre 1787,. Immédiatement doté de 100.000 ducats pour les besoins urgents de la population, il a envoyé deux navires de ravitaillement à Reggio et Pizzo et s'est installé le 22 février à Monteleone où il a installé son quartier général. À partir de là, effectuant également des inspections dans les zones les plus touchées, il a coordonné les secours, pour lesquels il a également utilisé des fonds du fonds sacré, vers les zones touchées par le séisme.  Le 7 octobre 1792, il épousa Maria Grazia de Cardenas, une cousine éloignée et fille de la Marchesa Pignatelli Fuentes. À sa mort, quatre ans plus tard, en 1796, il épousa une belle dame noble de Reggio de Calabre rencontrée lors de la «mission calabraise»: Marianna Spanò (n.1768), probablement cinquième née de Giacinto Spanò. Nommé par le roi Ferdinand IV directeur de la police de Naples, nouvellement créée, il y était resté, avant la fuite de la famille royale en Sicile en décembre 1798, comme vicaire général du monarque, avec pour mission de contrer l'avance des Français, jusqu'au retour du Roi avec des renforts. Mais Pignatelli n'ayant pas eu les moyens d'empêcher l'occupation, il signa le 11 janvier 1799 à Sparanise, avec le général Championnet un armistice de deux mois qui prévoyait la vente de la forteresse de Gaète, le paiement de deux millions et demi de ducats en deux versements, les 15 et 25 janvier, et l'interdiction des ports napolitains pour les navires des pays ennemis de la France. À la suite de l'annonce de la présence des émissaires français dans la ville pour le paiement du premier versement, les lazzaroni napolitains se lèvent et prennent possession des forteresses de la ville. Le marquis de Laino a quitté Naples le 17 janvier et est arrivé à Palerme le 28, où il a été mis en résidence surveillée par le roi, qui n'était pas d'accord avec l'armistice qu'il avait conclu avec les Français, mais il semble qu'au final, il a été acquitté, dès qu'il a pu se justifier.

## Famille
Il fut l'oncle des quatre frères, princes de Strongoli, qui étaient eux, d'idées plus libérales : Francesco Pignatelli, prince de Strongoli (1775-1853), Mario (1773-1799), Ferdinando (1769-1799) et Vincenzo (1777-1837).